# Église Saint-Christophe d'Esquerdes
L'église Saint-Christophe d’Esquerdes est une église située en France sur la commune de Guérin, dans le département de Lot-et-Garonne, en région Nouvelle-Aquitaine.

## Localisation
Le hameau d'Esquerdes se situe dans le sud-ouest du territoire de la commune de Guérin ; il est accessible depuis le village par la route départementale D147 qui mène à Cocumont. À environ deux km, à la sortie du lieu-dit nommé Maisoneuve, une route vicinale indique sur la gauche la direction d'Antagnac et l'église d'Esquerdes. À 1,6 km de là, un chemin vicinal mène à Esquerdes, à 700 mètres vers l'est.

## Historique
Esquerdes est une paroisse du Bazadais située à la limite de l’Agenais et du Condomois, ce qui lui confère une position stratégique enviable. Elle est de plus installée sur une colline dominant les environs.
Cette église est une annexe de la commanderie de Templiers de Romestaing : « la paroisse eut à souffrir des désordres causés par la guerre de Cent Ans et les guerres religieuses. En 1313, la population exaspérée par la tyrannie de Simon de Montfort, comte de Leicester, dernier fils du célèbre Simon de Montfort, se livra à de cruelles vengeances comme l'assassinat d'un prêtre, Arnaud Guilhem de Masseilhas ».
En 1577, noble Bernard de Brocas, fils de noble Arnaud de Brocas et de sa deuxième épouse, Agnette de France, petit-fils de noble Guilhem de Brocas, habitant Esquerdes, fut tué près du château de Malvirade, durant le combat livré par les Réformés de Casteljaloux, sous les ordres du gouverneur, sieur de la Vachonnière. D’Aubigné, lieutenant de la Vachonnière, écrit dans ses mémoires que l’engagement fut très acharné et que Brocas et quelqu'un d’Esguilhon (Aiguillon ?) se sont coupés la gorge avec leurs poignards. La Vachonnière y périt. Son lieutenant, d’Aubigné, âgé de 25 ans, fut grièvement blessé.

## Architecture
Ancienne église du XIIe siècle à clocher-mur, actuellement en état avancé de restauration.

## Galerie

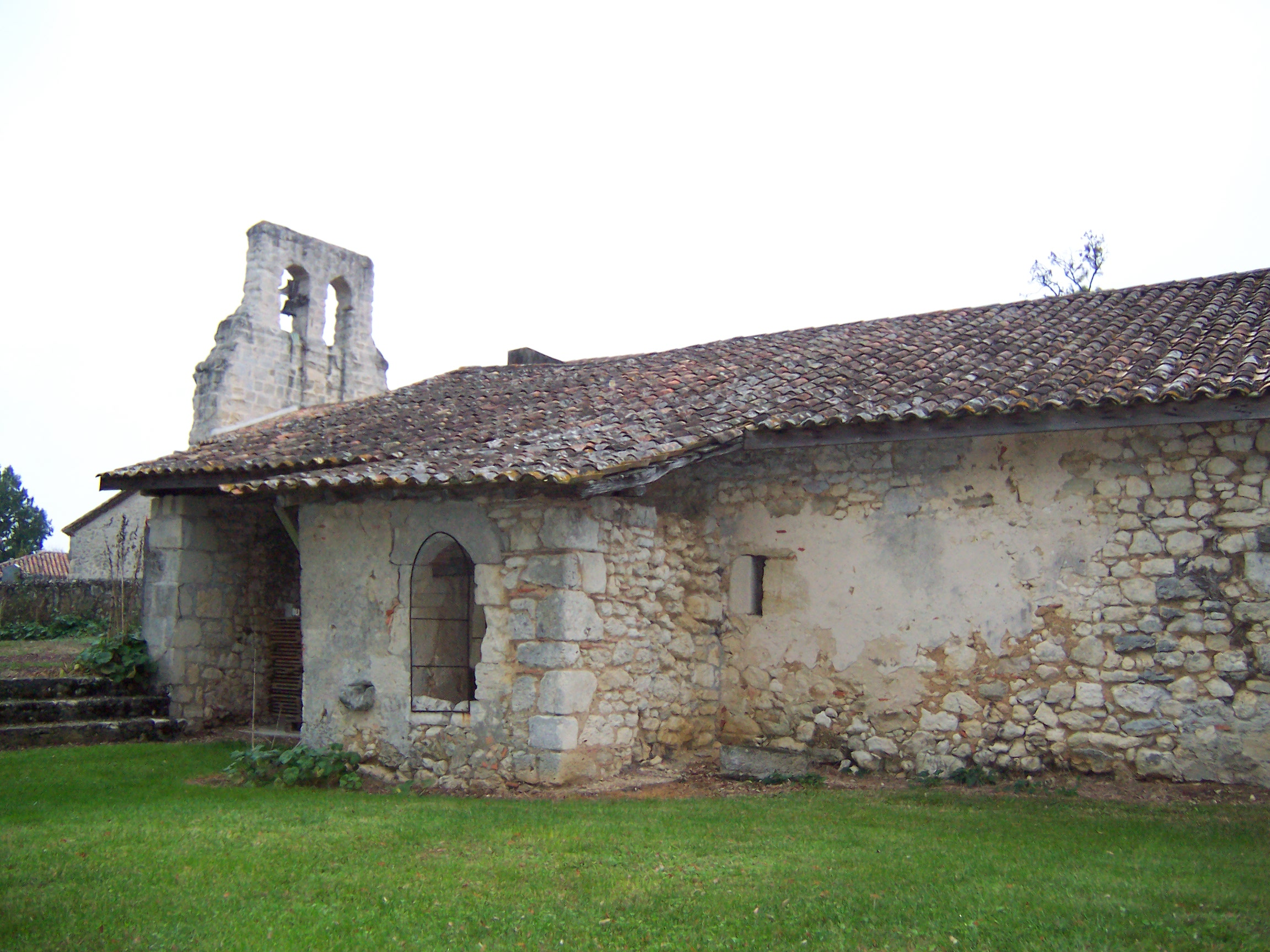
Vue sud de l’église.
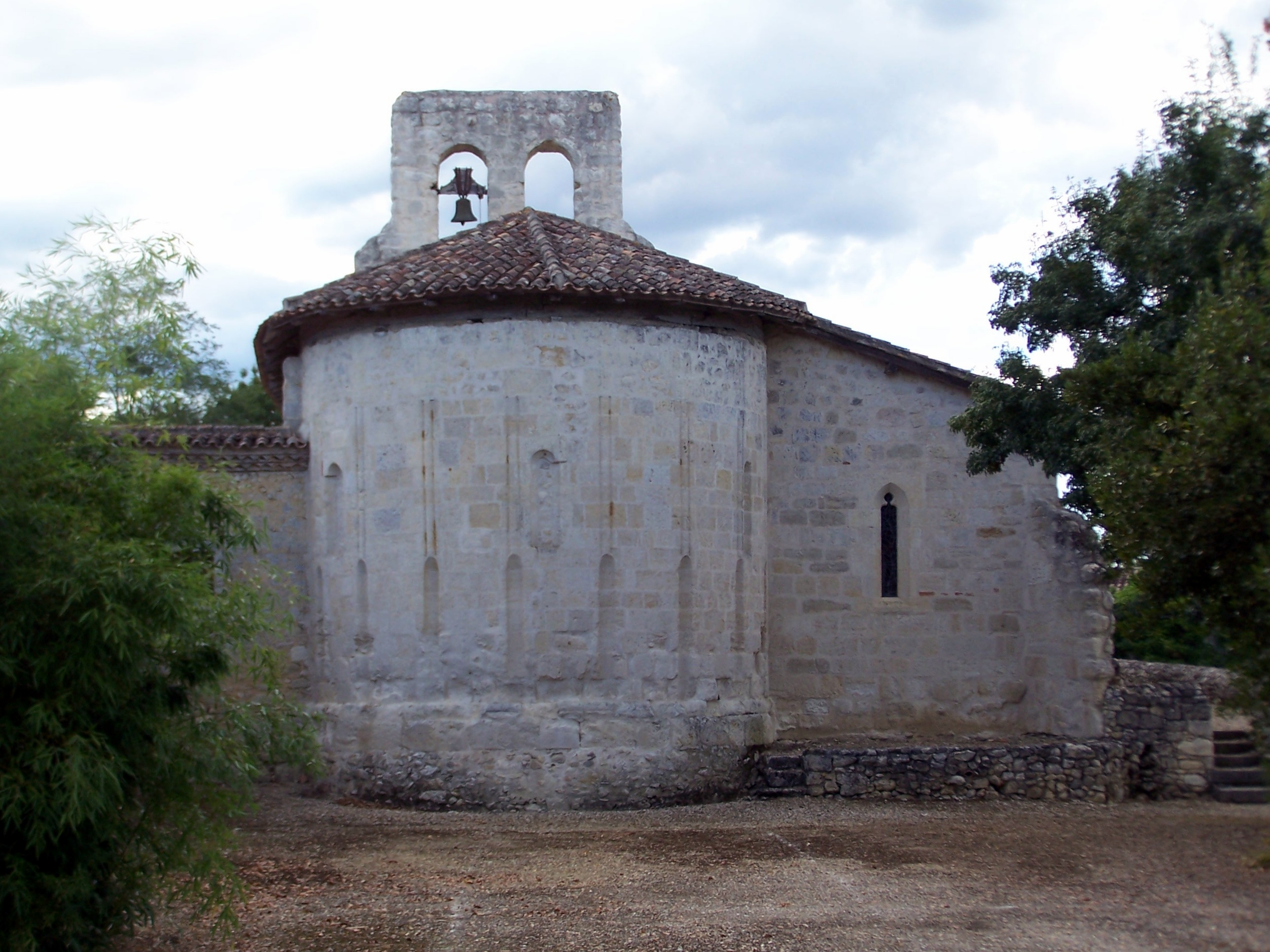
Chevet.
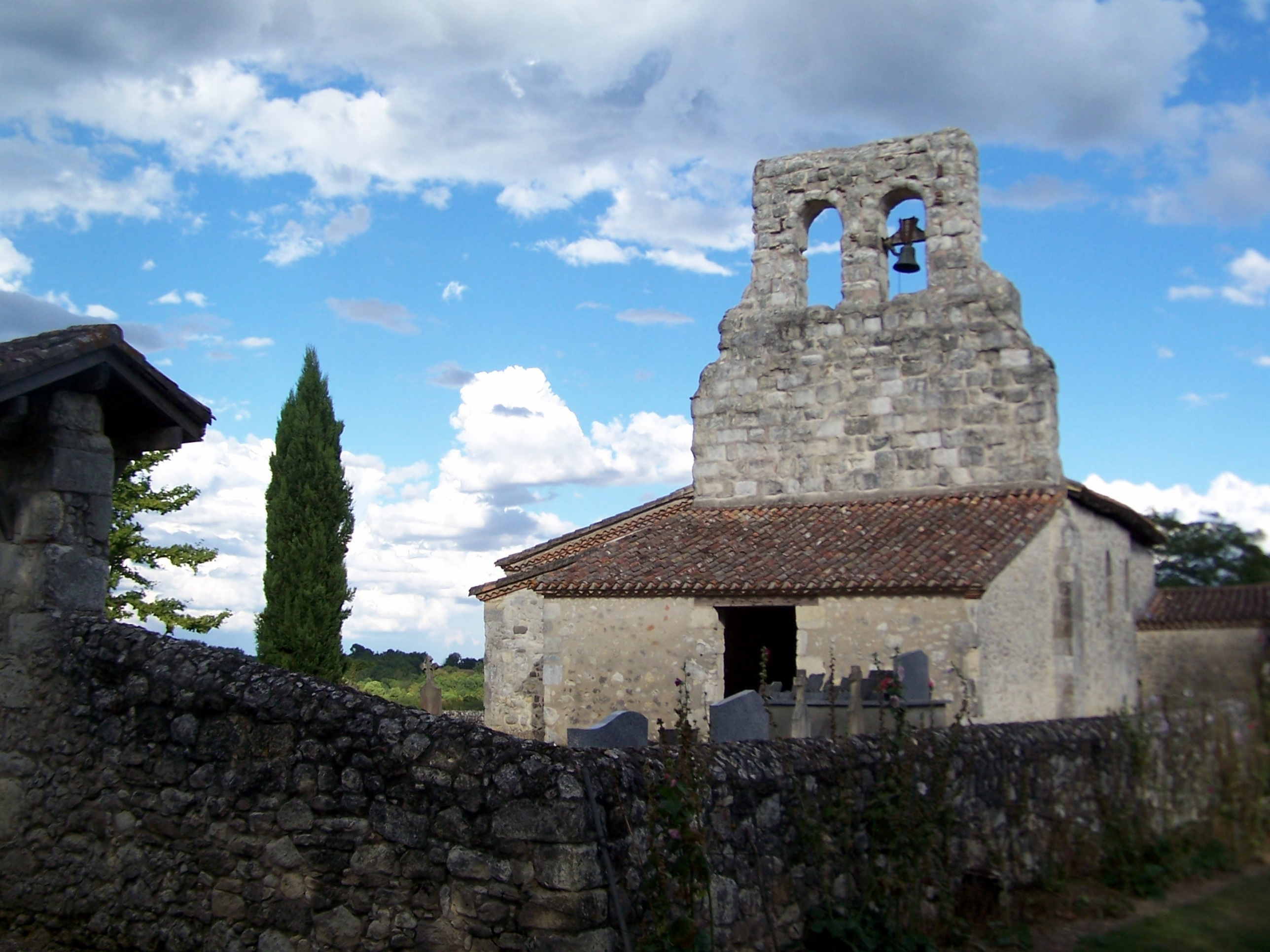
Clocher-mur.
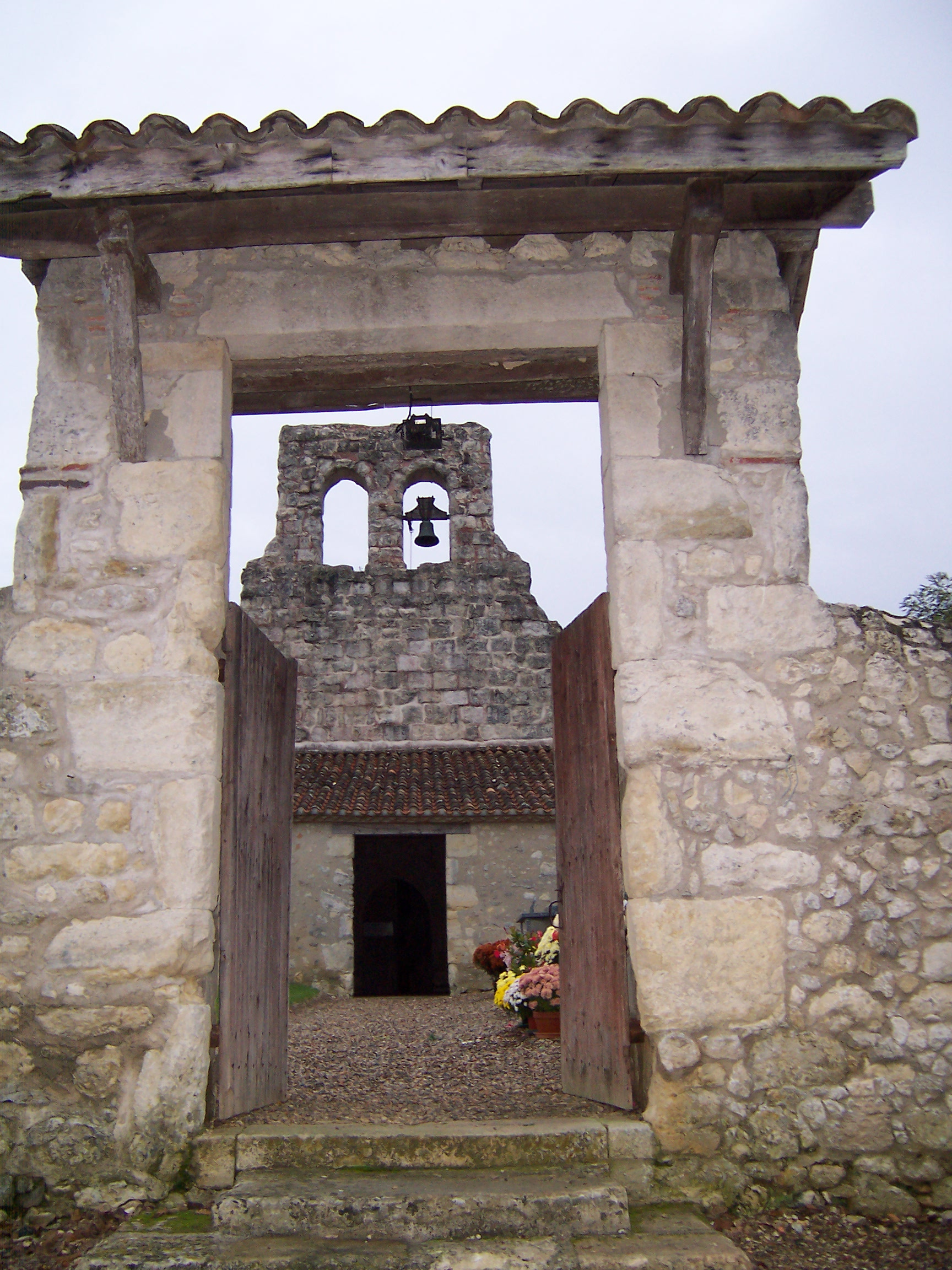
Vue depuis l’entrée du cimetière.
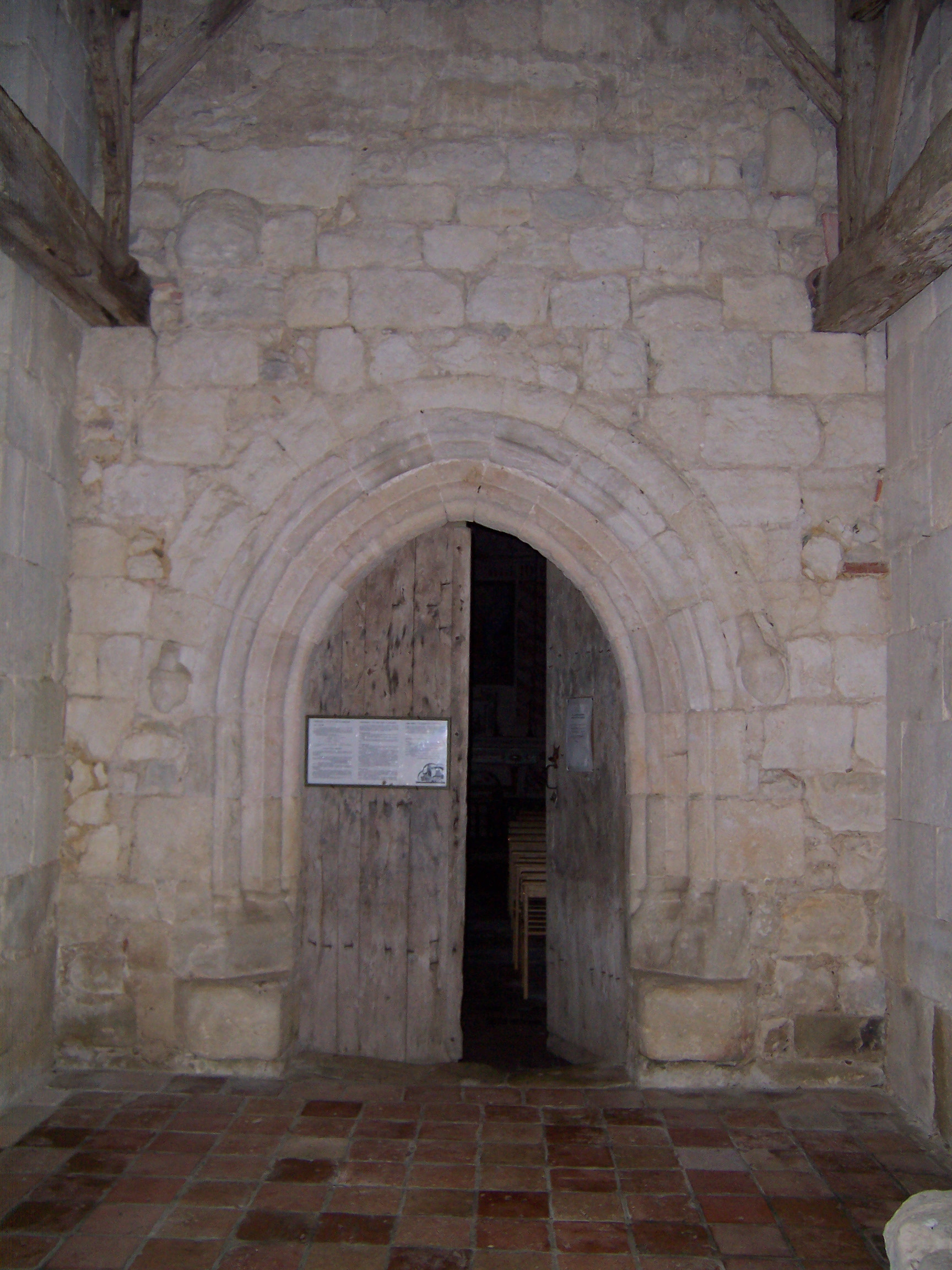
Portail.
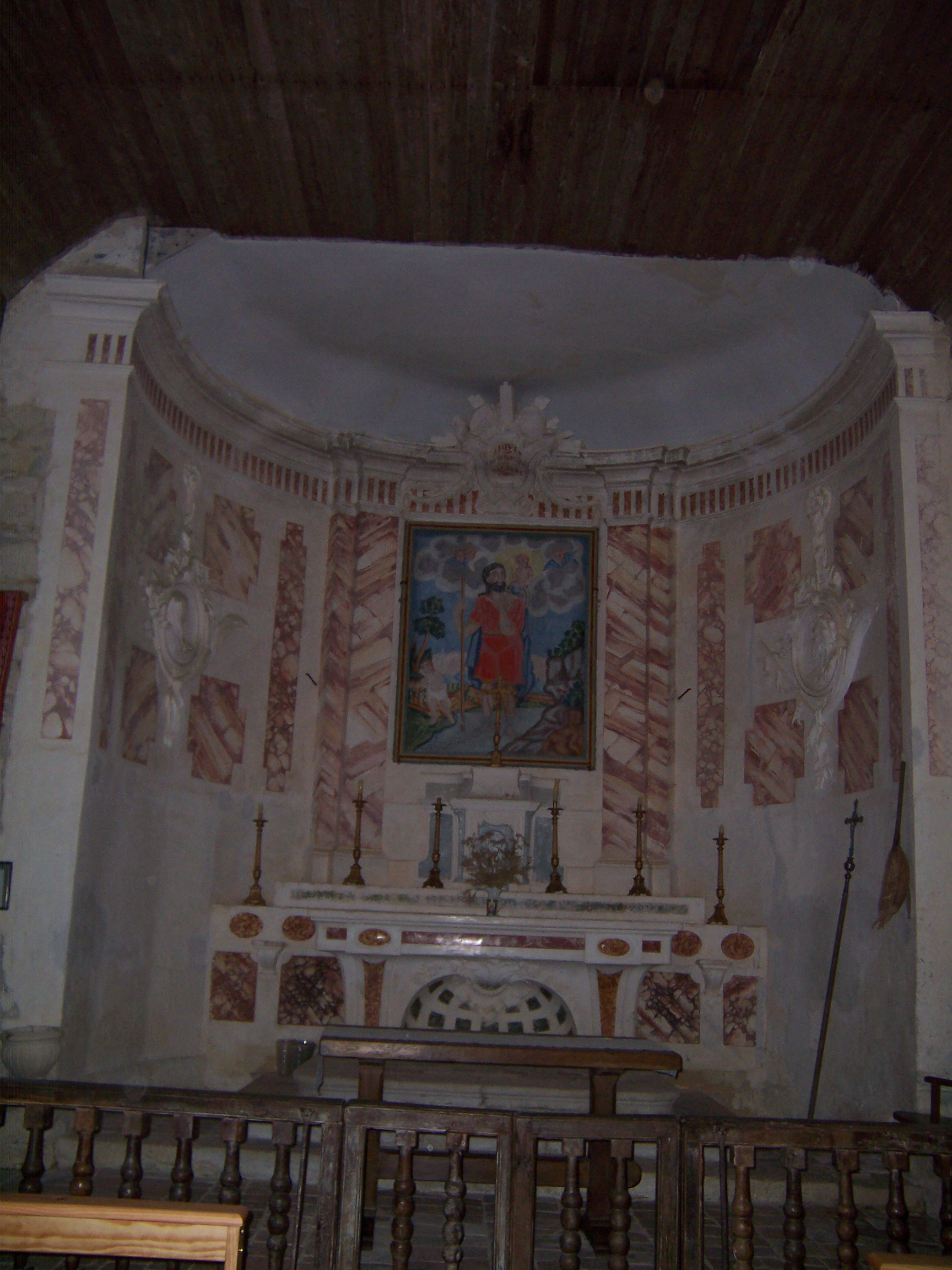
Chœur et autel.
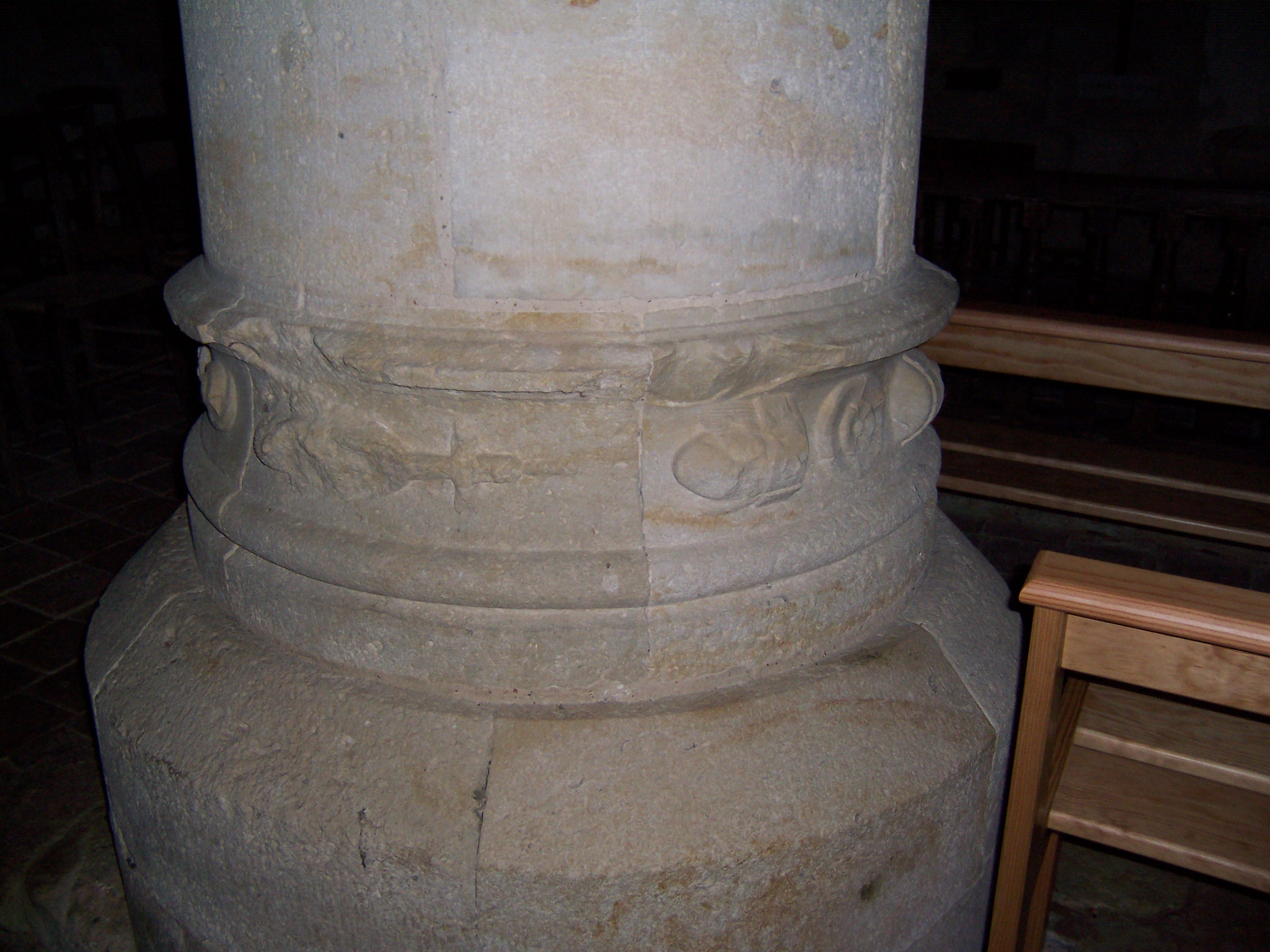
Détails à la base d’une des colonnes.